# 角川洲立
角川洲立（Kadokawa Intercontinental），是指過去香港角川洲立集團及角川洲立出版（亞洲）有限公司，跨足影視、出版和網路等領域，在廣州天聞角川成立前，曾定位為角川集團開拓香港、大陸和東南亞地區市場的先鋒。

## 角川洲立集團
旗下關係企業
- 洲立影片發行（香港）有限公司（Intercontinental Film Distributors (H.K.) Ltd.，IFDL）
- 洲立影視有限公司（Intercontinental Video Ltd.，IVL）
- 洲立商品創建有限公司（Intercontinental Consumer Products Ltd.，ICP）
- 洲立互動媒體有限公司（Intercontinental Interactive Limited，IIL）
- 洲立發展及管理有限公司（Intercontinental Development & Services Ltd.，IDSL）
- 洲立影藝有限公司（Multiplex Cinema Ltd.，MCL）
- 網樂傳訊有限公司（Intertainment Ltd.）
- 智高遊戲科技公司（Lauro Game Entertainment LimitedLauro，LGE）
- 荃美廣告有限公司（Perfect Advertising & Production Co. Ltd.，PAPC）
- 角川洲立出版有限公司（Kadokawa Intercontinental Publishing Limited）

## 角川洲立出版（亞洲）
角川洲立出版（亞洲）有限公司（Kadokawa Intercontinental Publishing (Asia) Limited，KIPA），為角川集團投資的出版公司，在洲立集團改名時成立，雖是關係企業但不歸於角川洲立集團旗下，而是同屬角川集團。在角川洲立集團被豐德麗收購股份後，變更商號「香港角川有限公司」。

## 延伸閱讀
- 洲立改名角川洲立集团有限公司
- 角川洲立：电影发行业没有衰退 （页面存档备份，存于）
- 豐德麗2.13億購角川洲立85%權益

## 外部連結
- 角川洲立集團網站 （页面存档备份，存于）（英文）（繁體中文）（简体中文）
- 角川洲立 KADOKAWA Hongkong Walker NO1.生活情報誌 （页面存档备份，存于）（繁體中文）
- 角川洲立動漫會（繁體中文）
- 角川洲立 漫畫輕小說 Blog! （页面存档备份，存于）（繁體中文）
- 角川洲立的Facebook專頁